# 射逆裕二
射逆 裕二（いさか ゆうじ、1965年 -）は、日本の小説家・推理作家。東京都生まれ。
2004年、『みんな誰かを殺したい』で第24回横溝正史ミステリ大賞優秀賞・テレビ東京賞をＷ受賞してデビュー。この受賞作はBSジャパンでドラマ化された。

## 作品リスト
- みんな誰かを殺したい（2004年5月 角川書店）
- 殺してしまえば判らない（2006年3月 角川書店）
- 情けは人の死を招く（2006年6月 角川書店）

## 映像化作品
テレビドラマ
- みんな誰かを殺したい（2004年10月3日、BSジャパン「女と愛とミステリー」枠で放送、主演：三浦友和）